# Камс, Гаспар
Гаспар Камс-и-Жуньент (кат. Gaspar Camps i Junyent; 29 декабря 1874, Игуалада — 11 апреля 1942, Барселона) — испанский и каталонский художник, иллюстратор, мастер художественного плаката; жил и работал также во Франции. Представитель таких течений в изобразительном искусстве, как модерн и ар-деко.

## Биография
Изучал живопись в своём родном городе и в Барселоне, в художественной школе Ла-Лонха. Затем работает художником на фабрике по производству шёлковых изделий, после чего в 1892 году возвращается в родной город, и здесь преподаёт рисование. При финансовой помощи своего дяди в 1894—1897 годах живёт и совершенствуется как художник в Париже, в мастерских таких живописцев, как Жан-Жозеф Бенжамен-Констан, Гильом-Адольф Бугро и Жан-Поль Лоран. В ранний период своего творчества находился под сильным влиянием Альфонса Мухи. После возвращения в Барселону сотрудничает с различными иллюстрированными журналами, где публикуют его рисунки, работает художником в коммерческой рекламе. Также занимается книжным иллюстрированием произведений каталонских авторов (Плума-и-Лапиз). В 1923 году проходит выставка его работ в барселонской галерее Sala Parés.
В 1905 году вновь приезжает во Францию, в Париж. Здесь он известен как мастер художественного плаката, работавший по заказам типографии Шампенуа. Занимается также иллюстрированием произведений французской литературы (пьес Эдмона Ростана «Сирано де Бержерак» и «Орлёнок»), пишет акварели. В 1920 году художник переезжает в Тулузу, где становится художественным директором издательского дома Сирвен. В 1920—1921 годах открывается филиал этого издательства также и в Барселоне.
Основанная в 1993 году в его родном городе Игуалада Школа изящных искусств носит имя Гаспара Камс-и-Жуньента.

## Галерея

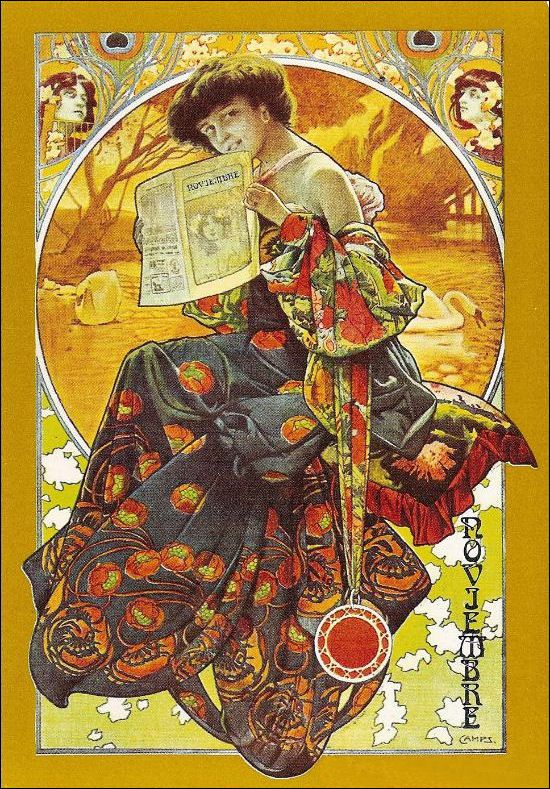
Лист из календаря: «Ноябрь»
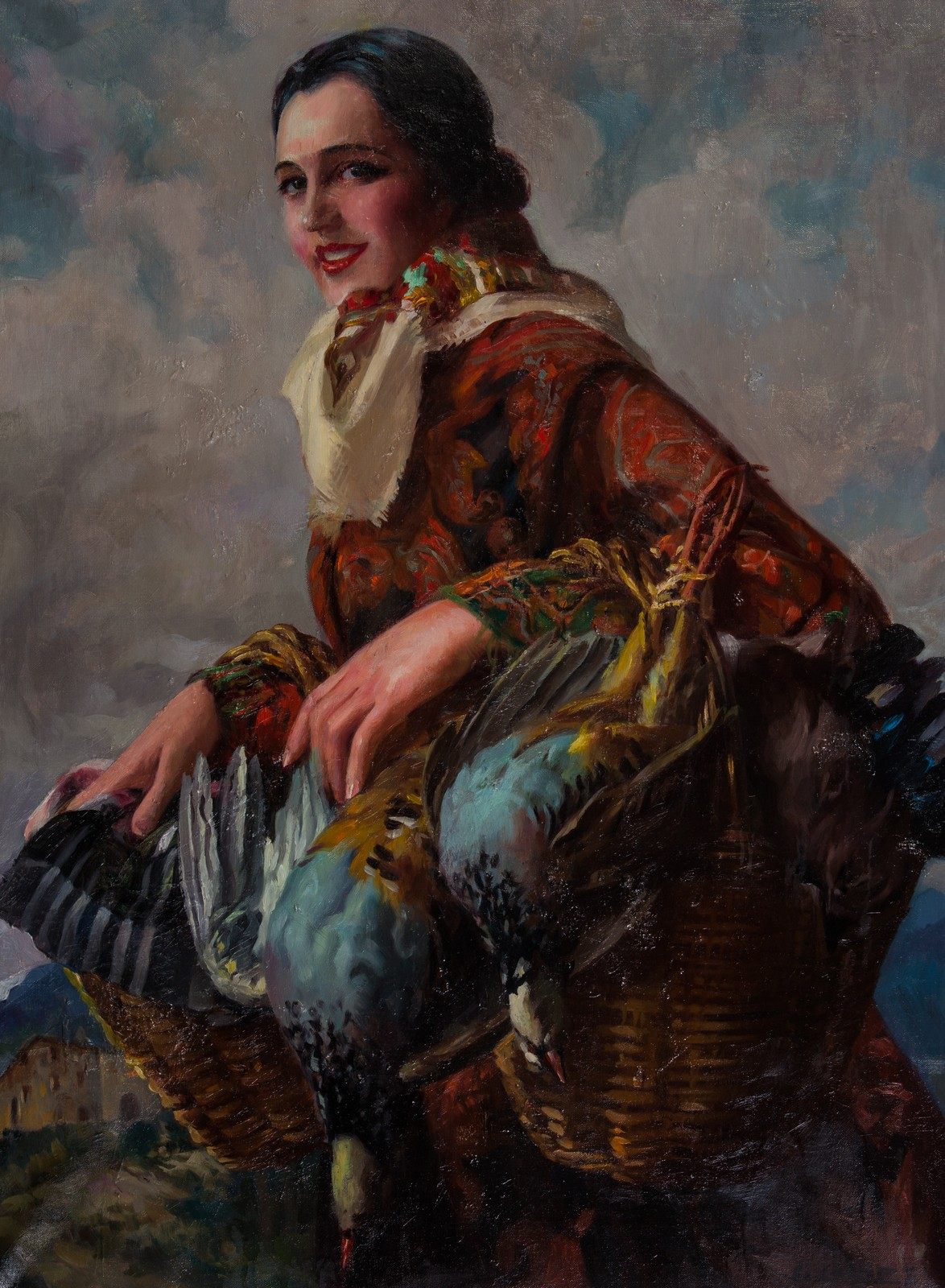
«Женщина с корзиной»
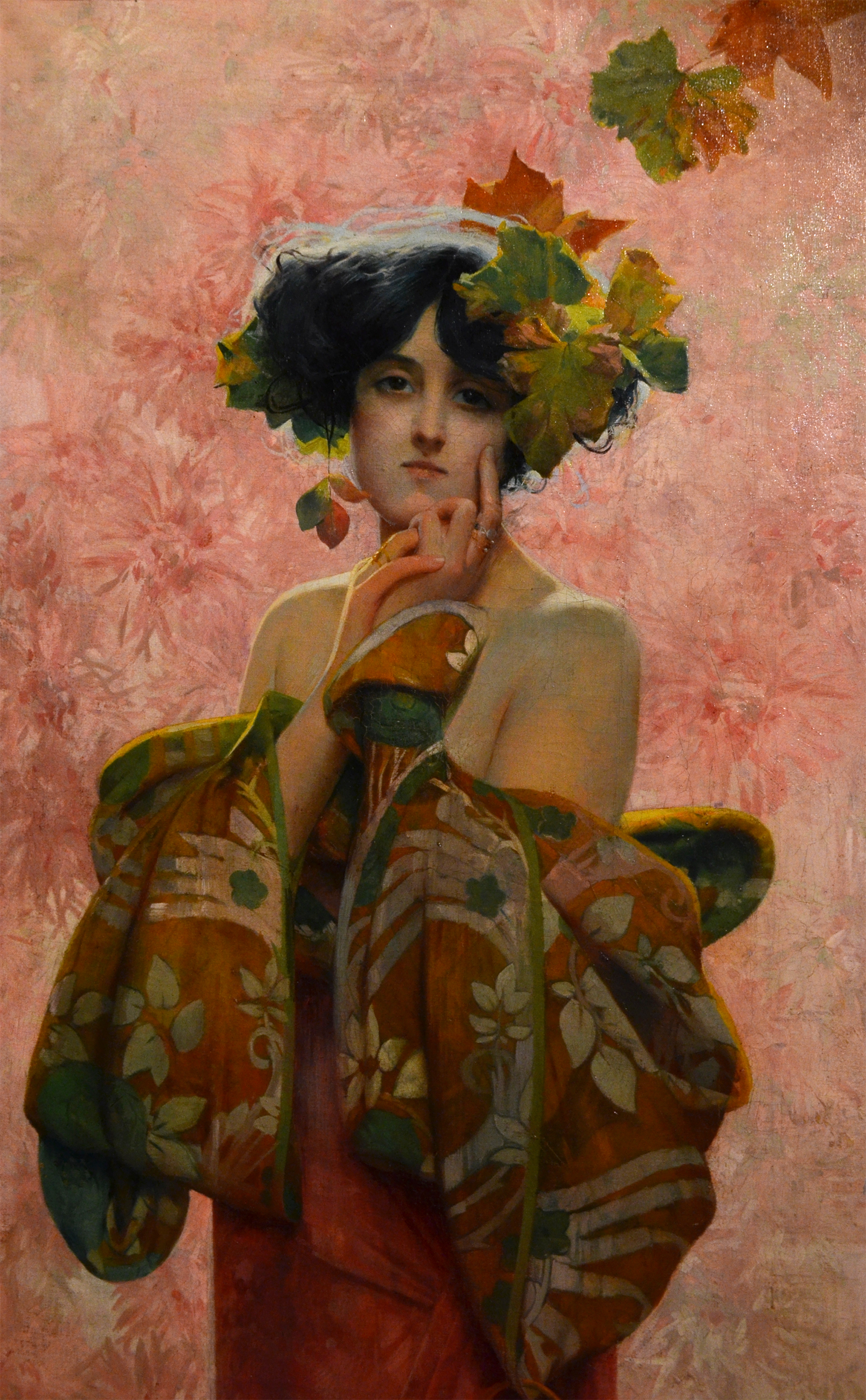
«Времена года. Осень» (1907)
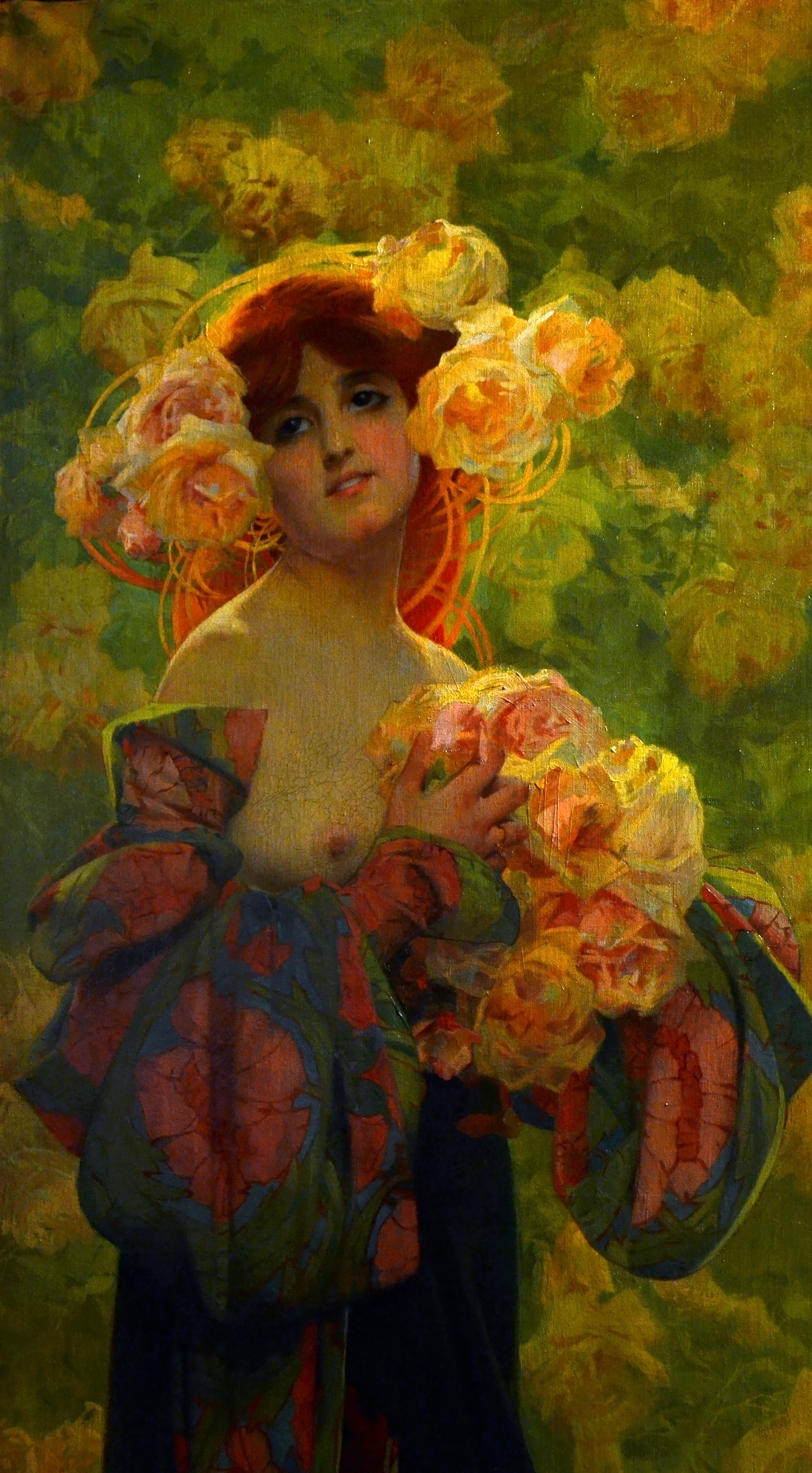
«Времена года. Весна» (1907)
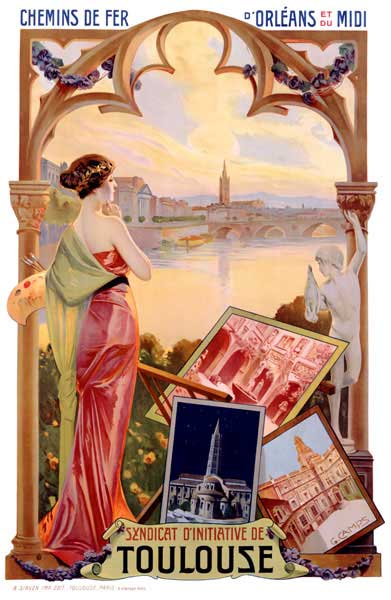
Рекламный плакат тулузского периода